# Winthrop (Massachusetts)
Winthrop è un comune degli Stati Uniti d'America facente parte della contea di Suffolk nello stato del Massachusetts.